# لوري غولدستاين
لوري غولدستاين (بالإنجليزية: Lori Goldstein)‏ هي صحفية ومصممة أزياء أمريكية، ولدت في 1 أغسطس 1956.